# NGC 6642
NGC 6642 (другие обозначения — GCL 97, ESO 522-SC32) — шаровое скопление в созвездии Стрелец.
Этот объект входит в число перечисленных в оригинальной редакции «Нового общего каталога».